# Gaucher V de Châtillon

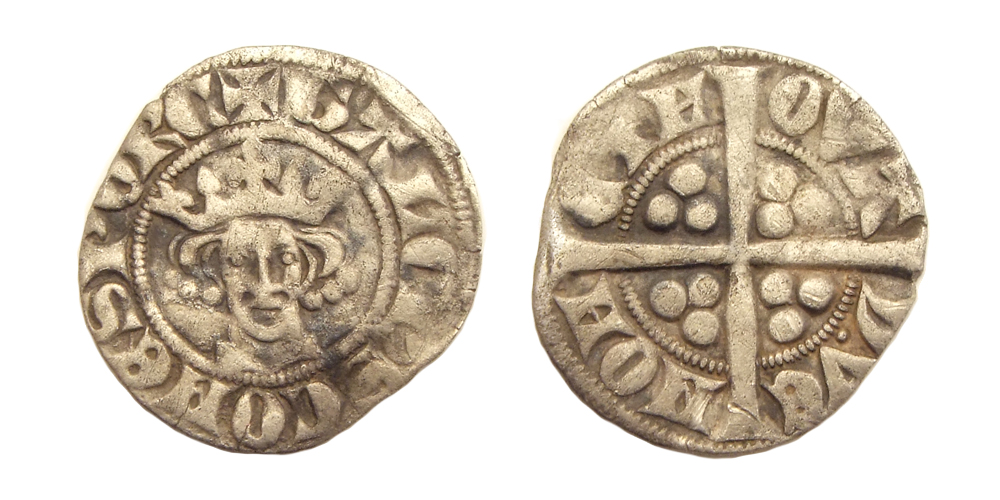
Esterlin, Gaucher de Châtillon, 1312-1322.
Anverso: Tête de face couronnée.
Reverso: Croix cantonnée de douze globules.

Gaucher V de Châtillon (Châtillon-sur-Marne, h. 1249-1329), señor de Châtillon, conde de Porcien (Château-Porcien, fue condestable de Champaña en 1284, luego de Courtrai y de Francia en 1302 durante cinco reinados diferentes. Fue preceptor del futuro Luis X de Francia, y después su principal y quizá único ministro. 

## Biografía

### Comienzos de su carrera
Gaucher V de Châtillon era hijo de Gaucher IV de Châtillon († 1261), señor de Châtillon, y de su esposa Isabel de Villehardouin († 1329). Era nieto de Hugo de Châtillon († 1248), conde de Blois y Saint-Pol.
En 1284, Felipe III de Francia lo nombró condestable de la provincia de Champaña.
En el curso de una batalla contra la flota aragonesa comandada por Roger de Lauria, Carlos II de Anjou fue hecho prisionero en 1284. Estuvo cautivo en Barcelona durante cuatro años. Gaucher V de Châtillon logró que lo liberaran de la cárcel aragonesa. Felipe el Hermoso le estuvo muy agradecido. El príncipe, pariende y aliado del rey de Francia, se hizo coronar rey de Nápoles.
En 1291, Gaucher V, salió de Champaña con un ejército contra Enrique III de Bar, pariente del rey Eduardo I de Inglaterra. Aconsejó al rey una política de firmeza frente a las pretensiones de los ingleses. Luchó contra ellos en Guyena en 1296, y desembarcó en Douvres, tomó la villa y la incendió. 
En 1302, durante el conflicto entre el papa Bonifacio VIII y Felipe el Hermoso, Châtillon defendió entre la nobleza la idea de que un rey de Francia sólo rendía cuentas ante Dios.

### La revuelta de Flandes
En Flandes, en 1302, Gaucher V de Châtillon aplastó la revuelta de Brujas e hizo construir en esta localidad una ciudadela. Hizo erigir otras dos en Lille y en Courtrai. Fortificó otros lugares que habían sido desmantelados y cargó de impuestos a Flandes. El descontento se generalizó y estalló la rebelión.
Châtillon organizó un ejército para enfrentarse a la rebelión armada, y no tardó en avanzar bajo el mando de Roberto II de Artois. Se le unieron los partidarios flamencos de la corona de Francia. 
Los dos ejércitos se encontraron en la batalla de Courtrai, el 11 de julio de 1302, en la que ganaron los flamencos. Al morir Raúl II de Clermont, muerto en batalla, Felipe IV de Francia lo nombró condestable de Francia. Tuvo un papel destacado en la victoria francesa de Mons-en-Pévèle el 18 de agosto de 1304. En la primavera de 1305 se llegó a una tregua.

### Pacificación de Navarra
Entonces el rey envió a su hijo Luis a Navarra, para tomar posesión de este reino, heredado de su madre Juana I de Navarra.
Como Pamplona estaba dividida en dos partidos, se decidió que Gaucher V de Châtillon acompañara a Luis en su viaje, con más gente, entre otros el conde de Boulogne. Hizo coronar a Luis como rey de Navarra el 1.º de octubre de 1307. A su regreso, se acusó a Gaucher V de Châtillon de no haber atacado a los aragoneses.

### Reinado de Luis X (1314-1316)
Luis X de Francia fue consagrado rey en 1314. Intervino en la nueva sublevación de los flamencos. Gaucher V de Châtillon fue ejecutor testamentario y miembro del consejo de Regencia, reunido después de la muerte de Luis X.

### Final de su carrera

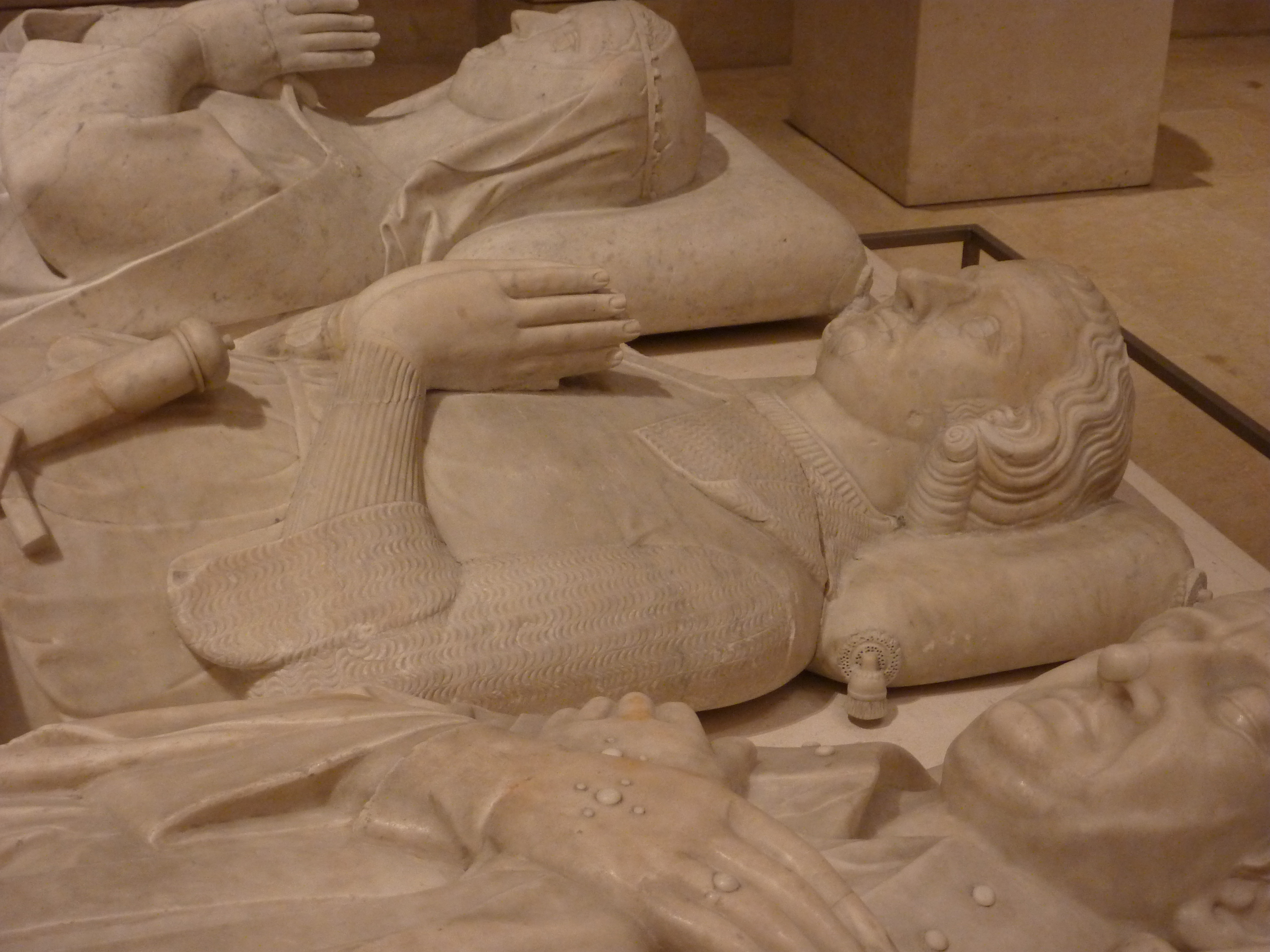
Tumba de Gaucher de Châtillon en el Museo del Louvre.

A la muerte de Luis X el Obstinado, la reina estaba encinta del futuro Juan I. Felipe, hermano del rey fallecido, se convirtió en regente del reino. Gaucher V de Châtillon fue nombrado ejecutor testamentario por Luis Louis X. Carlos de Valois, tío de Felipe V, sostenido por los barones feudales, quiso asumir la Regencia, pero el condestable Gaucher V de Chatillon armó a los burgueses de París, que no apoyaban a Carlos, y controló el Louvre con sus gentes de armas.
El joven Roberto III de Artois, nieto del conde de Artois, Roberto, muerto en Courtrai, en vano reclamó el condado en 1309. Los pares atribuyeron el condado a su tía, la condesa de Borgoña Mahaut de Artois. En 1316, durante la regencia, Roberto protestó contra esta decisión. 
Gaucher de Châtillon asistió a la consagración de Felipe como rey de Francia en 1317. Aseguró la ciudad cerrando las puertas y situando numerosos hombres armados en las calles. El rey Felipe murió a los 28 años de edad, oficialmente de disentería. Gaucher V de Châtillon se encargó de la sucesión. Asistió a la consagración de Carlos, hermano del rey difunto, como rey, quien le eligió, en 1324, como uno de sus ejecutores testamentarios. 
Firmó, como comisario en nombre del rey los tratados de paz hechos con Inglaterra en 1325 y 1326, luego en 1328. Tales tratados no pudieron impedir que continuaran los combates que anunciarían ya la Guerra de los Cien Años. A pesar de sus ochenta años, se distinguió en la batalla de Cassel el 23 de agosto de 1328.
Gaucher V de Châtillon murió a comienzos del largo reinado de Felipe VI, en 1329, y fue inhumado en la abadía de Pont-aux-Dames, en Couilly-Pont-aux-Dames. Esta abadía había sido fundada en 1226, por su abuelo Hugo de Châtillon. Gaucher V creó la rama de los condes de Porcien.

### Descendencia
Gaucher V de Châtillon se casó en tres ocasiones. 
En 1276, se casó con Isabel de Dreux (1264-1300), princesa de sangre real de Francia, hija de Roberto I (1217-1264), señor de Beu, vizconde de Châteaudun, él mismo hijo de Roberto III de Dreux y descendiente de Luis IV de Francia. Su madre, Isabel de Villebéon era señora de Bagneux, La Fosse & La Chapelle-Gauthier, en Brie, descendiente de los primeros reyes de Francia. Tuvieron cinco hijos:
- Gaucher VI de Châtillon (1281-1325), señor de Tours y de Sompuis (51), conde de Porcéan ;
- Juan II de Châtillon (1283-1363), señor de La Ferté-en-Ponthieu, de Gandelus y Marigny, Gran Queux de Francia, luego Gran Maestre de Francia;
- Juana de Châtillon (1285-1354), casada con Gualterio V de Brienne, conde de Lecce (1296-15 de marzo de 1311), conde de Brienne (1296-15 de marzo de 1311), duque de Atenas (5 de octubre de 1308-15 de marzo de 1311);
- Hugo de Châtillon (1287-1336), señor de Pontarcy, Auzoy, de Rozoy en Thiérache y de Recquignies;
- María de Châtillon, casada con Guichard de Beaujeu;
- Isabel de Châtillon, abadesa de Notre-Dame de Soissons.

Hacia 1300, se casó con Melisenda de Vergy (1265-1312), viuda de Enrique II, conde de Vaudémont, de quien tuvo un hijo: 
- Guy de Châtillon (1305-1362), vizconde de Blaigny.

En 1313, se casó con Isabeau de Rumigny (1263-1326), viuda del duque Teobaldo II de Lorena, hija de Hugo, señor de Rumigny, y de Philippine d'Oulche.